# 第1机动步兵师 (斯洛伐克共和国)

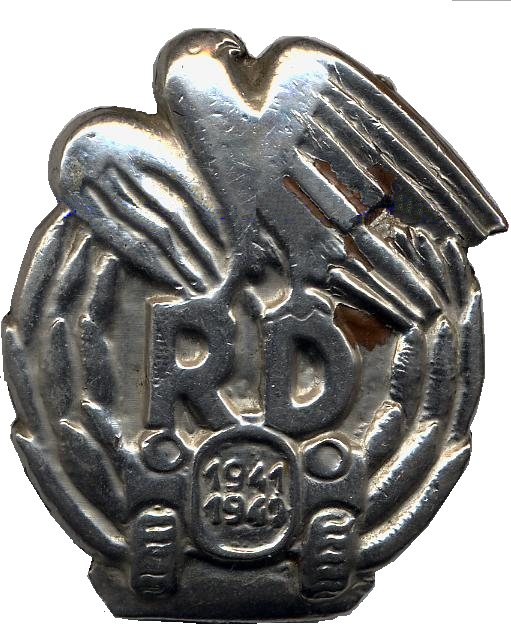
第1機動步兵師徽章

第1机动步兵师也被称作斯洛伐克快速师或快速师，是苏德战争战场上的斯洛伐克远征军下属的一个步兵师。

## 历史
1941年6月23日，该师的前身快速集群成立。一个月后的7月23日，快速集群被整编为一个师级单位。高加索戰役期间，该师被包围，在遗弃了所有重装备和重武器后才成功突圍。在下第聶伯河攻勢期间，该师被消滅，2600名士兵被俘。1944年初，该师再度组建，被用于保护通讯线路。第聶伯河-喀爾巴阡山脈攻勢期間，该师與蘇軍作戰，最终在1945年3月向苏军投降。